# Association of International Marathons and Distance Races
Pour les articles homonymes, voir AIMS.
L'Association of International Marathons and Distance Races, aussi connue sous le nom d'AIMS, est une association d'organisateurs de courses de fond sur route. 
Elle est fondée en 1982 lors d'une réunion à Londres de directeurs de course de marathon. Elle est élargie en 1986 pour inclure toutes les courses sur route. 
En juin 2016, plus de 400 organisations de course en sont membres.

## Homologation des courses
AIMS travaille en collaboration avec World Athletics pour s'assurer que ses courses sur route soient mesurées avec précision. Toutes les courses organisées dans le cadre de l'AIMS doivent être mesurées par un mesureur de parcours accrédité AIMS/IAAF. De plus, pour qu'un record du monde de course sur route soit homologué par l'IAAF, il doit satisfaire à certaines conditions, dont :
- un parcours ne doit pas être, du début à la fin, en descente de plus de 1 mètre de hauteur par kilomètre de longueur
- la distance à vol d'oiseau entre le départ et l'arrivée ne doit pas être supérieure à 50% de la longueur du parcours

La deuxième condition vise à garantir qu'un parcours n'est pas conçu de telle manière qu'un vent arrière puisse améliorer indûment les temps, mais ne s'applique pas aux fins d'établissement des temps de qualification olympiques et des championnats du monde.
Toutes les courses ayant obtenu le label World Athletics Road Races sont soumises aux normes de mesure de parcours AIMS/WA.

## Autres activités
Le magazine « Distance Running » est publié quatre fois par an et distribué gratuitement aux coureurs lors d'événements organisés par les membres de l'AIMS.
Depuis 2013, l'organisation remet chaque année le prix Best Marathon Runner, décerné pour honorer les athlètes de distance les plus remarquables de l'année.